# Rob Boyd
Robert Alexander „Rob” Boyd (ur. 15 lutego 1966 w Vernon) – kanadyjski narciarz alpejski. Najlepsze wyniki w Pucharze Świata osiągnął w sezonie 1987/1988, kiedy to zajął 11. miejsce w klasyfikacji generalnej, a w klasyfikacji zjazdu był trzeci. Najlepszym wynikiem Boyda na mistrzostwach świata było 5. miejsce w zjeździe podczas mistrzostw świata w Crans-Montana. Zajął także 16. miejsce w zjeździe na Igrzyskach w Calgary.

## Sukcesy

### Puchar Świata

#### Miejsca w klasyfikacji generalnej
- 1985/1986 – 71.
- 1986/1987 – 21.
- 1987/1988 – 11.
- 1988/1989 – 21.
- 1989/1990 – 48.
- 1990/1991 – 20.
- 1992/1993 – 83.
- 1993/1994 – 45.
- 1995/1996 – 66.
- 1996/1997 – 92.

#### Miejsca na podium
1. Val Gardena – 13 lutego 1986 (zjazd) – 1. miejsce
2. Val Gardena – 12 lutego 1987 (zjazd) – 1. miejsce
3. Val Gardena – 9 grudnia 1988 (zjazd) – 3. miejsce
4. Whistler – 25 lutego 1989 (zjazd) – 1. miejsce
5. Val Gardena – 15 lutego 1990 (zjazd) – 2. miejsce
6. Kitzbühel – 12 stycznia 1991 (zjazd) – 3. miejsce